# 高雄市各區地名沿革
改制後高雄市的行政轄區統合原高雄縣的二十七鄉鎮，以及原高雄市既有十一區，共三十八區，每一區的地名緣由各有不同的傳說，並蘊含著在地的風情，十分耐人尋味。原高雄市有十一個行政區，原高雄縣二十七鄉鎮約可概分為鳳山、岡山和旗山等三大地區，這樣的劃分仍有其地理的紋理。

## 楠梓區
楠梓區的舊地名為楠仔坑，原名「楠仔坑」，因溪邊遍植楠木，且為楠木集散地而得名。然而在清代部分文獻中亦有寫作「南馬坑」、「南仔坑」者，故前述說法仍有待證實。另有人認為，早期此地地勢低漥，每遇大雨輒泥濘不堪，水土混和情況閩南話稱為「坔」或「湳」，故被稱之為「湳仔坑」，由於「湳」與「楠」的閩南話發音類似，又被轉寫為楠仔坑，日治時代初期，「仔」又被雅化為「梓」，遂成為「楠梓坑」。1920年（大正9年）改稱「楠梓」。本區開發較早，素為鳳山、岡山、旗山間重要交通渠道之稱，古有「三山歸一坑」之說。

## 左營區
左營區最早為明鄭軍隊「宣毅左鎮」屯墾之地，因軍隊番號「左鎮」紮「營」而名為「左營」，是一典型的軍屯地名，明鄭時期為萬年縣（萬年州）轄境。清初設鳳山縣治於本區之興隆庄（埤仔頭），1786 年（乾隆五十一年）林爽文事變後，縣治遷移到下陂頭街（今鳳山區），本地因而被稱為舊城。日治後期，本區闢建海軍軍港和海軍第六燃料廠，成為海軍要地，至今仍是中華民國海軍大本營所在。

## 鼓山區
鼓山區因鄰近打鼓山（今壽山）而得名。《臺灣府志》記載打鼓山：「其形如鼓」，海拔356公尺，南起西子灣，北迄桃子園。1923年（大正12年）裕仁皇太子曾投宿於山中賓館，適逢其壽誕日，田健治郎總督將此賓館命為「壽山館」，改鼓山為「壽山」。1905年起，臺灣總督府土木局、鐵道部與臺灣地所建物株式會社等相繼在南鼓山填築海埔新生地，形成今日哈瑪星及鹽埕約五十萬坪的市街地，成為新興高雄的核心地。1920年（大正9年）市區改正時，設高雄州、郡，1924年設高雄市，州、郡、市的行政中心都位於今日的鼓山區，其中，哈瑪星是1920年至1940年間高雄的政經文化樞紐，1941年高雄市役所搬遷至榮町（鹽埕）後，才逐漸沒落。

## 三民區
三民區舊稱三塊厝，相傳早期有王、蔡、鄭三姓人家至此搭屋耕墾而得名。清代到日治初期，經常有來自中國大陸的船舶載送日用貨品循愛河、三塊厝溪來到今日三鳳中街一帶交易。日治時期，本區設有高雄中學校，製罐、煉瓦、酒精工廠，1941年（昭和16年）設立高雄車站後而更加快速發展。1945年（民國34年）後，政府取建設三民主義模範區之義，將此區命為三民區。

## 鹽埕區
鹽埕區舊名為鹽埕埔。沈光文在〈平臺灣序〉記載：「打鼓澳能生三倍之財，曝海水以為鹽，爇山材而為炭。」可見早在明鄭時期，打狗即有居民曬鹽維生。清初，鳳山縣衙招攬漳州人趙元、蔡瑪為、黃孔等二十餘人到打狗開闢鹽田，是為瀨南鹽田。1731午（雍正九年），「鹽埕莊」和「鹽埕埔」成為主要聚落，魚塭、鹽田和沼澤是主要文化景觀。1908年開啟打狗築港第一期工程，隨之在1912年展開第二期工程，由荒井泰治與陳中和等人所創立的「打狗整地株式會社」於1914年填築今日鹽埕區約 18.5萬餘坪的土地，魚塭、鹽田變成新市街，開啟繁華鹽埕的序幕。商家、住家、醫院、市場和公共設施陸續進駐、興建。1941年高雄市役所從哈瑪星搬遷至本區，建物即今日高雄市立歷史博物館，開啟延續至戰後的鹽埕區繁華，直至1980年代因高雄市發展的遷移而停滯、沒落。

## 前金區
前金區的前金之名有來自以本地西面鼓山，地形像一面銅鑼，而古人稱鑼為「金」，取其金、鼓齊鳴之意；或有人認為本地衿山帶河，後改「衿」為「金」，並將其南段稱為前金，北段稱為後金。日治時期本區尚多為漁塭，1920年（大正9年）以後都市計劃擴及本區而逐漸發展，1931年（昭和6年）日本人在本地新建高雄州廳 ( 今高雄地方法院 )，已經預告本區未來發展的潛力。

## 新興區
新興區原名魚逮港埔。「魚逮港」為愛河支流三塊厝溪的中段，因盛產魚逮魚（鯉魚）而得名，而「魚逮港埔」就是指河邊未開發的荒地。日治時改「魚逮」為「大」，稱為「大港埔」；1941年（昭和16年）高雄車站落成啟用，站前闢建三線道大路，帶動本區的繁榮。1945年（民國34年）後，因本區頗有蓬勃發展的「新興」氣象，故取名為「新興區」。

## 苓雅區
苓雅區原名「笭仔寮」，為早期漁人曝曬、補綴漁網（笭仔）的所在。清代地方志皆書寫為「能雅寮」，日治時期改稱「苓雅寮」。清末到日治初期，此地為打狗富豪陳福謙、陳中和的大本營。1946（民國35年）調整行政區域，取「連續幽雅」之義，定區名為「連雅區」，民國41年再依據高雄市議會決議，改稱「苓雅區」。

## 前鎮區
明鄭時期，前鎮區所在地有「援剿前鎮」駐軍在此屯墾，因此得名。區內有前鎮港（前鎮河）流經，清代可沿河上溯到下陂頭街（今鳳山區），向為苓雅寮、打狗港區到鳳山的必經處。日治時期在此設前鎮庄，1945年（民國34年）後以「前鎮」為區名。

## 旗津區
旗津區原名旗後、旗后或旂后，因聚落位於旗（桿）山之後而得名。後來，因其位於打狗港灣邊而有船舶往來津渡之處，而有旗津之名。1920年（大正9年），澎湖宿儒陳天賜（陳錫如）在此教授詩文並組織高雄第一個詩社—「旗津吟社」，留有「旗鼓相當，維揚我武，津樑鞏固，克壯其猷」的詩句。戰後遂取「旗津」為區名。

## 小港區
小港區原位於打狗灣內之「鳳山港」邊，舊稱「港仔墘」。清末鳳山港淤廢，此地也成為一個狹窄低淺的小港灣，日治時期改港仔墘為「小港」。1945 年 ( 民國 34 年 ) 後，本區劃歸原屬改制前高雄縣小港鄉。1979年（民國 68年）7 月 1 日高雄市升格為直轄市，將此地併入高雄市成立小港區，成為高雄市第十一個行政區。境內有高雄市海空交通、重工業要地。

## 鳳山區
鳳山區舊稱下坡頭街，又名太平頂山，由於境內有一弧列狀隆起的珊瑚礁台地，一層一層山巒疊翠，北端為太平頂，南端為鳳鼻頭，遠眺宛如飛鳳展翅，所以稱為鳳山，也就是今日鳳山地名的由來。清代鳳山最主要聚落是埤頭，早在明鄭時期就已經是軍屯汛防之地，康熙末年埤頭已發展成為「店屋數百間，商賈輳集」的下埤頭街，乃鳳山縣最大的街市。1786 年（乾隆 51 年）爆發林爽文事變，左營舊城被攻破，1788 年（乾隆 53 年）正月，福康安平定南路亂事，並奏請將縣治搬遷至下埤頭街，即為後來的鳳山新城。戰後，是為改制前高雄縣的縣治所在地。